# Faiz Sucuoğlu
Faiz Sucuoğlu (ur. 27 sierpnia 1961) – polityk północnocypryjski, premier Cypru Północnego od 5 listopada 2021 do 12 maja 2022.